# Sierra Torrida
Sierra Torrida (originaltitel: Two Mules for Sister Sara) är en amerikansk-mexikansk westernfilm från 1970 i regi av Don Siegel. Handlingen tilldrar sig under den franska invasionen av Mexiko 1862. Quentin Tarantino använde två musikstycken från filmen i Django Unchained från 2012.

## Medverkande
- Shirley MacLaine som Sara
- Clint Eastwood som Hogan
- Manuel Fábregas som Överste Beltrán
- Alberto Morin som General LeClaire
- Armando Silvestre som amerikan 1
- John Kelly som amerikan 2
- Enrique Lucero som amerikan 3
- David Estuardo som Juan
- Ada Carrasco som Juans mor
- Pancho Córdova som Juans far
- José Chávez som Horacio
- José Ángel Espinoza som fransk officer
- Rosa Furman som Saras vän